# المساحات اللغوية الثلاثة
المساحات اللغوية الثلاثة (Tres Espacios Lingüísticos بالإسبانية، Trois Espaces Linguistiques بالفرنسية، Três Espaços Linguísticos بالبرتغالية، الاسم المختصر: TEL) هو هيكل للتعاون بين الفرنكوفونية، أو العالم الناطق بالفرنسية، والهسبانوفونية أو العالم الناطق بالإسبانية، واللوزوفون، أو العالم الناطق بالبرتغالية. يقاد الهيكل منظمة الدول الأيبيرية الأمريكية، ومجموعة مجموعة البلدان الناطقة بالبرتغالية والمنظمة الدولية للناطقين بالفرنسية.